# Trois Romances pour piano op. 11
Pour les articles homonymes, voir Trois Romances pour piano.
Les Trois Romances pour piano op. 11 sont un ensemble de trois pièces pour piano de la compositrice allemande Clara Schumann écrites en 1839.

## Contexte et création
Clara Schumann compose ses trois romances op. 11 en 1839.

## Structure
L'opus se compose de trois pièces :
1. Romance no 1 en mi bémol mineur : Andante
2. Romance no 2 en sol mineur : Andante – Allegro
3. Romance no 3 en la bémol majeur : Moderato

## Analyse
Les trois miniatures ont des traits communs avec les Romances op. 28 de Robert Schumann, pour qui ces pièces sont des réponses à celles de sa femme et influencée par elle.

### Romanceno1en mi bémol mineur
Cette romance montre une écriture parfaitement maîtrisée, où le thème est soutenu par de longues séries d'arpèges.

### Romanceno2en sol mineur
La pièce est publiée comme supplément à la revue de Robert Schumann, la Neue Zeitschrift für Musik. C'est une page très expressive à l'accompagnement en dislocation rythmique.

### Romanceno3en la bémol majeur
Cette pièce, au caractère de valse lente, exploite de manière constante la pédale harmonique.